# Зух, Томас
То́мас Зух (нем. Thomas Such, род. 19 февраля 1963, Гельзенкирхен), более известный под сценическим именем Том Э́нджелриппер (англ. Tom Angelripper) — немецкий музыкант, наиболее известный как вокалист, басист, основной автор песен, основатель и единственный постоянный участник трэш-метал группы Sodom.

## Биография
Томас Зух родился в Гельзенкирхене 19 февраля 1963 года, где он научился играть на бас-гитаре, одновременно с этим работая на угольных шахтах. Затем он, под псевдонимом Том Энджелриппер, стал одним из основателей немецкой трэш-метал группы Sodom. Изначально он начинал исключительно как басист, но в итоге стал вокалистом и пел на каждом студийном релизе группы. Энджелриппер сформировал Sodom с гитаристом Франком «Aggressor» Тестегеном и барабанщиком Райнером «Bloody Monster» Фокке в 1982 году в попытке уйти с угольных шахт, в которых они работали.
Энджелриппер также основал группу Onkel Tom Angelripper, которая играет метал-версии шлягеров, застольных и рождественских песен. Кроме того, он работал с сайд-проектом концертного гитариста Sodom Алекса Крафта под названием Desperados, которые играли хэви-метал в стиле спагетти-вестернов. Позже группа развивалась независимо под названием Dezperadoz, но Энджелриппер по-прежнему иногда вносит свой вклад.
Он также играет в нескольких других сторонних проектах, таких как немецкие группы Bassinvaders и Die Knappen.

## Дискография

### Сольная карьера

#### Студийные альбомы
- Ein schöner Tag... (1996, Drakkar)
- Ein Tröpfchen voller Glück (1998, Drakkar)
- Ein Strauß bunter Melodien (1999, Drakkar)
- Ich glaub' nicht an den Weihnachtsmann (2000, Drakkar)
- Nunc Est Bibendum (2011, Drakkar)
- H.E.L.D. (2014, Drakkar)
- Bier Ernst (2018, Steamhammer)

#### Сборники
- Das blaueste Album der Welt! (1999, Drakkar)
- Die volle Dröhnung (2003, Drakkar)
- Ich glaub' nicht an den Weihnachtsmann (2006, Drakkar)

#### Синглы
- «Delirium» (1995, Drakkar)
- «Bon Scott hab' ich noch live gesehen» (2004, Drakkar)
- «Warfare» Cemetery Dirt  (2018 Plastic Head Media Download)

#### Видео
- Lieder die das Leben schreibte (2004, Drakkar)